# كلير باترسون (لاعب كرة قاعدة)
كلير باترسون (بالإنجليزية: Clare Patterson)‏ هو لاعب كرة قاعدة أمريكي، ولد في 5 أكتوبر 1887 في أركنساس سيتي في الولايات المتحدة، وتوفي في 28 مارس 1913 في موهافي في الولايات المتحدة.

## وصلات خارجية
- كلير باترسون على موقعبيزبول رفرنس.كوم (الدوري الرئيسي) (الإنجليزية)
- كلير باترسون على موقعبيزبول رفرنس.كوم (الدوري الثانوي) (الإنجليزية)
- كلير باترسون على موقع جمعية أبحاث البيسبول الأمريكية (الإنجليزية)